# HMAS Patricia
HMAS „Patricia” – okręt pomocniczy należący do Royal Australian Navy w okresie II wojny światowej.

## Historia
Zbudowany w 1911 lugier „Patricia” został zarekwirowany przez RAN 20 lutego 1942 i był używany jako pomocniczy stawiacz sieci. Okręt mierzył 15 metrów długości, 3,7 metry szerokości.
28 lipca 1943 okręt został odkupiony od poprzedniego właściciela, a po zakończeniu wojny został wycofany ze służby i sprzedany 10 listopada 1945.